# Varg Veum
Varg Veum est le héros d'une série de romans policiers éponyme écrite par Gunnar Staalesen. Il s'agit d'un détective privé vivant dans la ville de Bergen, sur la côte ouest de la Norvège. Ces livres ont été traduits en plusieurs langues.

## Personnage
Varg Veum est le personnage principal des romans policiers du Norvégien Gunnar Staalesen. Son nom fait sourire les protagonistes qu'il rencontre, à qui il répond : « Oui, mes parents avaient beaucoup d'humour ». La formule vargr í veum, littéralement « loup dans le sanctuaire » en vieux norrois, signifiait en effet « hors-la-loi ». Être vargr, durant la période médiévale, signifiait donc être rejeté, banni définitivement. Pire qu'être un criminel, c'était n'être plus humain, ou encore, par exemple, avoir lâchement assassiné quelqu'un dans son sommeil. On pouvait alors être exécuté par n'importe qui, impunément.
Né en octobre 1942, orphelin à 14 ans d'un conducteur de tramway, il est détective privé dans la ville de Bergen où il est né et a grandi, excepté ses séjours divers dans d'autres parties de la Norvège pour ses études ou des obligations militaires. Son bureau se trouve d'ailleurs à Strandkaien, près de Nordnes, où il a passé sa petite enfance. Ses souvenirs d'enfance parsèment les romans. Avant d'ouvrir sa propre agence de détective, Varg Veum fut employé au Service de la Protection de l'Enfance, jusqu'au jour de mai 1975 où il fut congédié après avoir eu la main un peu trop leste sur un dealer. Qu'à cela ne tienne, il ouvre son agence de privé trois mois plus tard. Il connut les joies du mariage en 1969 jusqu'en 1973 puis son épouse, Beate, partit avec leur fils Thomas (né en 1971), s'installer avec un autre homme, Lars "Lasse" Wiik, un professeur qui ne cache pas son mépris pour la vie misérable que mène Veum.
Il vit depuis en solitaire et mène ses enquêtes dans une Norvège peu reluisante, côtoyant la pègre locale et les cas sociaux, les prostituées et les jeunes qui jouent du couteau ; entre aquavit Simers et aventures d'un soir. Les descriptions de la ville de Bergen sont très poussées et laissent transparaitre l'attachement du père du personnage à sa ville, qui depuis des années est gentiment victime du Tourisme Veum : la maison et les bureaux du détective, respectivement situés au Telthussmauet 7B et à Strandkaien 2 attirent les curieux. À travers la vie de Veum on lit la vie de Staalesen, la vie d'un homme né dans un Bergen ravagé par la guerre, aux différences sociales marquées, dans une société qui connaîtra un chamboulement durable dès les années 1960 en raison de la découverte du pétrole. Dans un Bergen où les toxicomanes de Nygårdsparken présents dans ses premiers ouvrages hantent toujours les allées de nos jours, preuve que l'universalisme du modèle norvégien n'est qu'un demi-succès. Toujours en concurrence ou en cheville avec la police, leur mettant des bâtons dans les roues et faisant alternativement échouer ou réussir les enquêtes, il est décrit par son "concurrent" policier, Hamre, comme un lointain parent. Ce qui n'empêche  pas ce dernier de le coffrer et de le priver de sa voiture ou de le menacer de prison pour l'écarter des enquêtes officielles. Ou encore de se moquer allégrement du détective, qui finit régulièrement la figure ensanglantée et laisse échapper preuves et suspects. Jamais très longtemps.

## Titres de la série policièreVarg Veum
Gunnar Staalesen a signé seize romans et deux recueils de nouvelles ayant pour héros Varg Veum.

### Romans
1. (no) Rygg i rand, to i spann, 1975
2. (no) Mannen som hatet julenisser, 1976
3. Le Loup dans la bergerie, Le Rocher, 2014 ((no) Bukken til havresekken, 1977), trad. Olivier Gouchet  (ISBN 2-268-01765-6)Réédité par Gaïa Éditions en 2001 (ISBN 2-910030-95-4)[1] puis aux éditions Gallimard, coll. Folio policier no 332, en 2004 (ISBN 2-07-030499-X)
4. Pour le meilleur et pour le pire[2], Gaïa Éditions, 2002 ((no) Din, til døden, 1979), trad. Elisabeth Tangen et Alexis Fouillet  (ISBN 2-910030-99-7)Réédité aux éditions Gallimard, coll. Folio policier no 338, en 2004 (ISBN 2-07-031094-9)
5. La belle dormit cent ans[3], Gaïa Éditions, 2002 ((no) Tornerose sov i hundre år, 1980), trad. Elisabeth Tangen et Alexis Fouillet  (ISBN 2-84720-006-1)Réédité aux éditions Gallimard, coll. Folio policier no 362, en 2005 (ISBN 2-07-031095-7)
6. La Femme dans le frigo[4], Gaïa Éditions, 2003 ((no) Kvinnen i kjøleskapet, 1981), trad. Elisabeth Tangen  (ISBN 2-84720-028-2)Réédité aux éditions Gallimard, coll. Folio policier no 409, en 2006 (ISBN 2-07-031561-4)
7. La nuit, tous les loups sont gris[5], Gaïa Éditions, 2005 ((no) I mørket er alle ulver grå, 1983), trad. Alexis Fouillet  (ISBN 2-84720-058-4)Réédité aux éditions Gallimard, coll. Folio policier no 448, en 2006 (ISBN 2-07-031561-4)
8. Anges déchus[6], Gaïa Éditions, 2005 ((no) Falne engler, 1989), trad. Elisabeth Tangen et Alexis Fouillet  (ISBN 2-910030-92-X)Réédité aux éditions Gallimard, coll. Folio policier no 509, en 2008 (ISBN 978-2-07-033725-5)
9. Fleurs amères[7], Gaïa Éditions, 2010 ((no) Bitre blomster, 1991), trad. Alexis Fouillet  (ISBN 978-2-84720-129-1)Réédité aux éditions Gallimard, coll. Folio policier no 598, en 2010 (ISBN 978-2-07-039927-7)
10. Les chiens enterrés ne mordent pas[8], Gaïa Éditions, 2009 ((no) Begravde hunder biter ikke, 1993), trad. Alexis Fouillet  (ISBN 978-2-84720-146-8)Réédité aux éditions Gallimard, coll. Folio policier no 607, en 2011 (ISBN 978-2-07043747-4)
11. L'Écriture sur le mur[9], Gaïa Éditions, 2011 ((no) Skriften på veggen, 1995), trad. Alexis Fouillet  (ISBN 978-2-84720-183-3)Réédité aux éditions Gallimard, coll. Folio policier no 669, en 2012 (ISBN 978-2-07-044399-4)
12. Comme dans un miroir[10], Gaïa Éditions, 2012 ((no) Som i et speil, 2002), trad. Alexis Fouillet  (ISBN 978-2-84720-259-5)Réédité aux éditions Gallimard, coll. Folio policier no 704, en 2013 (ISBN 978-2-07-045226-2)
13. Face à face[11], Gaïa Éditions, 2013 ((no) Ansikt til ansikt, 2004), trad. Alexis Fouillet  (ISBN 978-2-84720-321-9)Réédité aux éditions Gallimard, coll. Folio policier no 757, en 2015 (ISBN 978-2-07-045809-7)
14. Cœurs glacés[12], Gaïa Éditions, 2015 ((no) Kalde hjerter, 2008), trad. Alexis Fouillet  (ISBN 978-2-84720-628-9)
15. (no) Vi skal arve vinden, 2010
16. (no) Der hvor roser aldri dør, 2012

### Recueils de nouvelles
- (no) Hekseringen, 1985
- L’Enfant qui criait au loup[13], Gaïa Éditions, 2014 ((no) Dødens Drabanter, 2006), trad. Alexis Fouillet  (ISBN 978-2-84720-435-3)

## Films
Ses aventures font l'objet de très grosses adaptations télévisées et même cinématographiques. L'acteur Trond Espen Seim incarne le héros à l'écran. Le choix de l'acteur a provoqué un tollé dans les milieux bergenois, car étant des régions de l'est de la Norvège, il n'a pas l'accent local. Les Bergenois sont en effet les moins norvégiens des Norvégiens, certains se plaisent même à se dire non-norvégiens. Le premier film, Bitre Blomster, réalisé par Ulrik Imtiaz Rolfsen, cinéaste norvégien d'origine pakistanaise, est sorti le 27 septembre 2007 en Norvège. Quatre sont sortis directement en DVD entre février et août 2008, puis les suivants à nouveau au cinéma : 
- 2007 :  Varg Veum – Bitre blomster (Fleurs amères) (cinéma)
- 2008 :  Varg Veum – Tornerose (La belle dormit cent ans) (DVD)
- 2008 :  Varg Veum – Din til døden (Pour le meilleur et pour le pire) (DVD)
- 2008 :  Fallen Angels  (Varg Veum – Falne engler) de Morten Tyldum (cinéma)
- 2008 :  Varg Veum – Kvinnen i kjøleskapet (La femme dans le frigo) (DVD)
- 2008 :  Varg Veum – Begravde hunder (Les chiens enterrés) (DVD)
- 2010 :  Varg Veum – Skriften på Veggen (cinéma)
- 2011 :  Varg Veum – Svarte får (Brebis galeuses) (cinéma)
- 2011 :  Varg Veum – Dødens drabanter (cinéma)
- 2011 :  Varg Veum – I mørket er alle ulver grå (La nuit tous les loups sont gris) (cinéma)
- 2012 :  Varg Veum – De døde har det godt (cinéma)
- 2012 :  Varg Veum – Kalde hjerter (cinéma)